# マルセル・バイアー

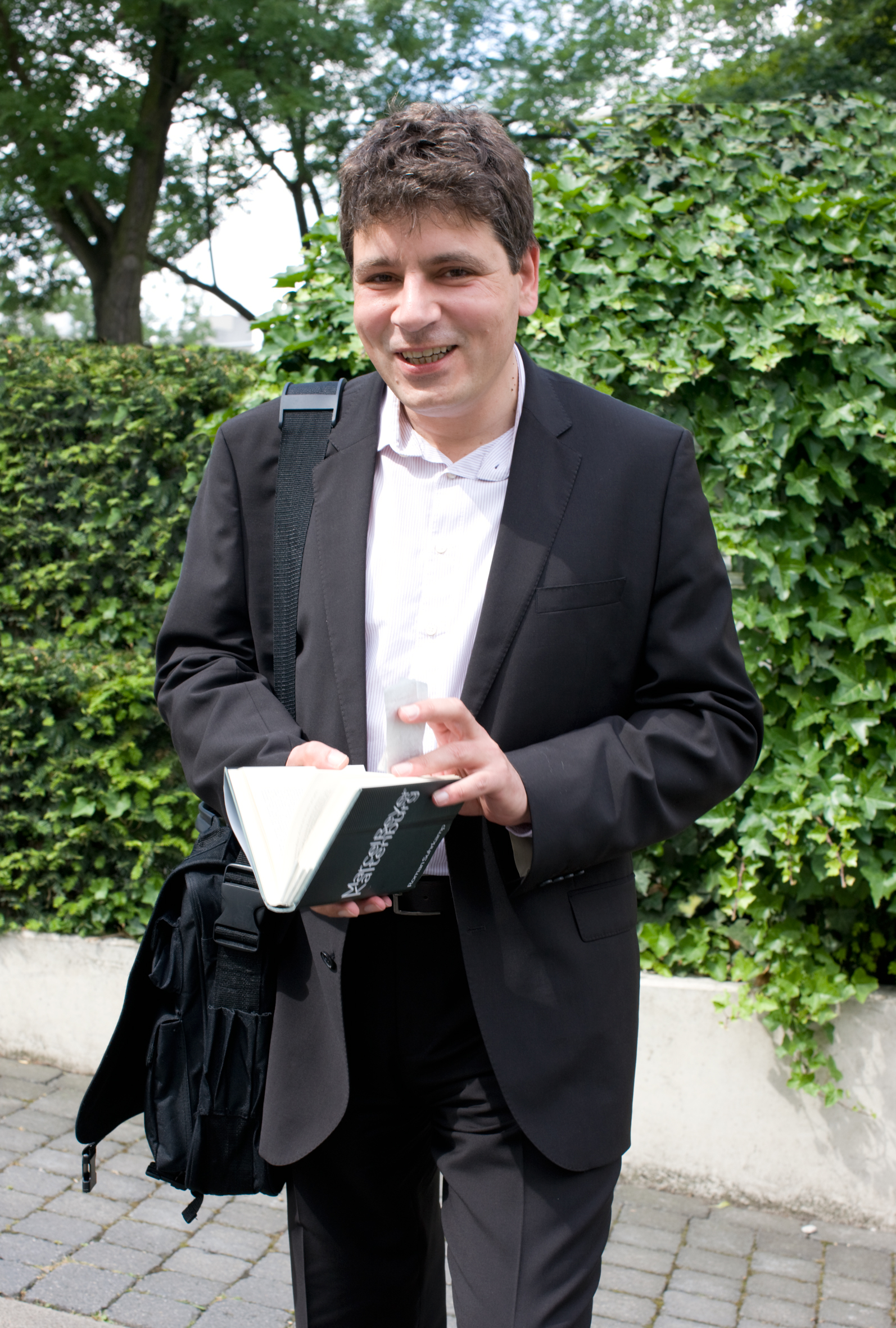
マルセル・バイアー、2008年

マルセル・バイアー（Marcel Beyer、1965年11月23日 - ）は、ドイツの小説家、詩人。

## 経歴
バーデン＝ヴュルテンベルク州タイルフィンゲンに生まれ、キール、ノイスで育つ。1987年から1991年にかけてジーゲン大学でドイツ学、英語学、文芸学を学ぶ。1992年、フリーデリケ・マイレッカーに関する研究で学位取得。また1987年よりパフォーミング・アートに携わる。
1991年、『人肉』で作家デビュー。以後文芸誌、音楽雑誌などの編集などに携わりながら作品を発表。当初はマイレッカーやヌーボー・ロマンの強い影響下にあったが、ドイツの歴史、特に第三帝国に対して、メディア論的なアプローチで作品化を試みている。1996年よりドレスデン在住。2014年クライスト賞、2016年ゲオルク・ビューヒナー賞受賞。

## 邦訳作品
- マルセル・バイアー 『夜に甦る声』 長澤崇雄訳、三修社、1997年